# Craquelure

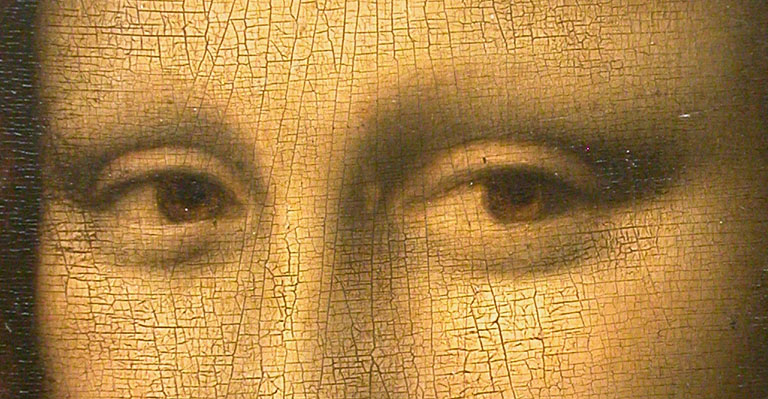
Craquelure sulla Gioconda

La craquelure, o il craquelé, sono termini francesi (l'equivalente italiano è crettatura) che indicano una rete di sottili fratture minori. 
Spesso, questa "screpolatura" è dovuta all'invecchiamento, a degli errori tecnici o da movimenti differenziali degli strati di rivestimento e del substrato.

## Pittura
La craquelure in pittura è il fitto reticolo di screpolature che si forma sulla superficie dei dipinti. Essa è spesso utilizzata per determinare l'età di un dipinto e scoprire quindi eventuali falsi. La craquelure è infatti quasi impossibile da riprodurre artificialmente, sebbene esistano alcuni metodi come la cottura o la stiratura di un dipinto lungo un angolo appuntito. Questi metodi però riescono al massimo a ottenere una screpolatura uniforme, mentre una screpolatura autentica ha crepe più o meno grandi a seconda delle caratteristiche chimiche dei pigmenti usati: da quella finissima dei colori chiari a quelle meno percettibili degli scuri.
La craquelure può rivelare le condizioni ambientali in cui un dipinto è stato conservato e anche dettagli sulla sua storia, sui metodi di trasporto e sui precedenti restauri.

## Fai da te
Il craquelé è il metodo con il quale si denominano l'aspetto "antico" di mobili e oggetti, la cui verniciatura risulta appunto "craquelé" cioè "screpolata" dall'invecchiamento, e la tecnica per ottenerlo artificialmente. L'effetto si ottiene grazie a una reazione chimica. Si stende una mano di flatting (a base d'acquaragia) e, quando non è ancora asciutta, si sovrappone una mano di screpolante (a base d'acqua). Si ottiene una superficie screpolata più o meno regolare. La regolarità è data dallo spessore di prodotto steso. Si possono colorare le crepe con bitume di giudea o colori a olio. Flatting e screpolante possono essere sostituiti da gommalacca e gomma arabica.
La moderna industria del decoro ha in questi ultimi anni ripreso la tecnica del craquelé per proporlo nella realizzazione degli oggetti più svariati e di materiali vari come vetro, ceramica, ferro. Ciò è stato permesso dalla commercializzazione di kit appositi che reagiscono con i colori più usati nell'ambito decorativo: i colori acrilici. Questi kit, in base alla percentuale di reagente e ai tempi di utilizzo, rendono le crepe più o meno accentuate offrendo più possibilità realizzative in base al risultato finale che si vuole ottenere. Per evidenziare le crepe può essere usata della porporina in polvere di solito disponibile nei colori rame, bronzo e oro. Mescolando varie marche in commercio di prodotti pronti per fare il craquelé si ottengono crepe di varie misure dalle più piccole quasi invisibili a quelle più grandi.
Una tecnica artigianale di realizzazione della craquelure è stata proposta in molte sue opere dal pittore, restauratore e decoratore Foresto Marianini attraverso l'impiego di mordente e asciugatura rapida dello strato superficiale di vernice di un dipinto. Tale procedimento genera la naturale crettatura della superficie che, a seconda della combinazione in percentuale diversa dei materiali, genera delle crepe più o meno profonde e irregolari.